# アメリカ陸軍ワシントン軍管区

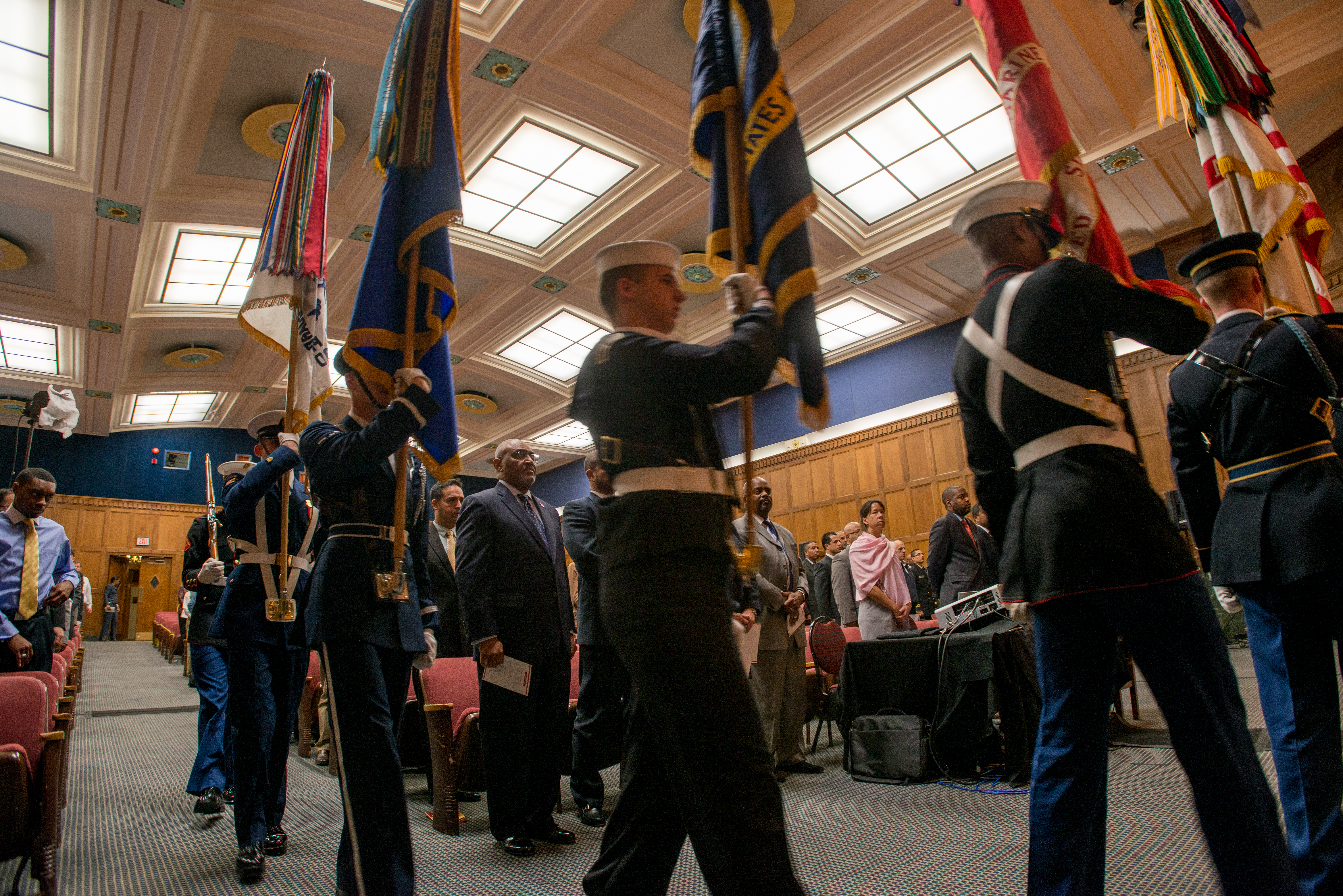
ワシントンD.C.の農務省本省内にあるジェファーソン講堂で新たな軍旗を披露するワシントン軍管区統合カラーガード隊 (2014年11月4日火曜日)

アメリカ陸軍ワシントン軍管区 (あめりかりくぐんわしんとんぐんかんく、United States Army Military District of Washington (MDW))は、アメリカ陸軍の主要司令部の一つである。司令部は、ワシントンD.C.のフォート・レスリー・J・マクネア。アメリカ陸軍ワシントン軍管区の部隊には、儀式的な任務と首都防衛のための戦闘任務が与えられている。
アメリカ陸軍ワシントン軍管区の指揮下には、フォート・レスリー・J・マクネアの他に、マイヤー・ヘンダーソン・ホール統合基地 (バージニア州)、フォート・ベルボア (バージニア州)、フォート・A.P.ヒル (バージニア州)、フォート・ミード (メリーランド州)の4つの施設がある。
アメリカ陸軍ワシントン軍管区は、統合軍司令部首都圏 (JFHQ-NCR)に所属するアメリカ陸軍を代表し、アーリントン国立墓地における全ての儀式を監督している。
現在のアメリカ陸軍ワシントン軍管区司令官はアラン・M・ペピン少将であり、参謀長兼JFHQ-NCR連絡官はグレゴリー・B・ボードアン大佐である。アメリカ陸軍ワシントン軍管区の司令官、参謀長、最上級曹長は、首都圏防衛のための軍事作戦を立案監督するJFHQ-NCRの司令官、参謀長、最上級曹長と同列の地位にある。

## 歴史

### 南北戦争
アメリカ陸軍ワシントン軍管区は、南北戦争中の1862年3月12日に編制された。当時は、ワシントンD.C.、バージニア州アレクサンドリア、メリーランド州フォート・ワシントンを管轄区域としていた。初代の司令官は、ジェイムズ・ワズワース名誉少将。その後、1863年2月2日に第22軍団傘下のワシントン省の一部となり、1869年に解散した。

### 再編制
1921年に陸軍省がワシントン管区を創設した。これが今日まで続くアメリカ陸軍ワシントン軍管区の原型であり、現在ではアメリカ陸軍の主要な司令部の一つとなった。この時に司令部が、国内で3番目に古い軍事基地であるワシントンD.C.のフォート・レスリー・J・マクネアに置かれた。また、フィリップ・シェリダン大将が指揮した騎兵隊の編制地であり、アメリカ軍初の軍用飛行場となったフォート・マイヤーも指揮下に入れていた。
ワシントン管区の管轄区域は当初、メリーランド州フォート・ワシントン、バージニア州フォート・ハント、ワシントンD.C.、フォート・マイヤーと定められた。1927年に、ワシントン管区が解散すると同時に、フォート・ハントの第16歩兵旅団がその任務を引き継ぎ、首都における軍事儀式に関する執行責任や管理責任を負った。

### 第二次世界大戦
1942年、アメリカが第二次世界大戦に参戦してから約5か月後に陸軍省が、首都の地上防衛計画を立案するために、アメリカ陸軍ワシントン軍管区を設置した。アメリカ陸軍ワシントン軍管区は、この時、ワシントン・ナショナル空港付近にあるバージニア州グラベルリー・ポイントに司令部を置いた。1960年代初頭にワシントンD.W.のセカンドストリートに移転し、1966年に現在のワシントンD.C.のフォート・レスリー・J・マクネアに移転した。
第二次世界大戦中、アメリカ陸軍ワシントン軍管区は後方支援部隊に再編された。この時の一番の責任は陸軍司令部司令官を通じて、新たに建設されたペンタゴンに対する業務支援であった。アメリカ陸軍軍楽隊「パーシングの子供たち」（Pershing's Own）も、この時期になると陸軍司令部が実施する式典に不可欠なものとなっていた。

### 第二次世界大戦後
第二次世界大戦が終わると、第3歩兵連隊 (オールドガード)がドイツ連邦共和国において解散した。この連隊は、アメリカ最古の歩兵部隊であり、1948年に再編制され、陸軍司令部の戦術的要請と儀式のためにアメリカ陸軍ワシントン軍管区に割り当てられた。
アメリカ陸軍ワシントン軍管区の根本的な任務は、今日まで一貫して変更はなかったが、永年にわたり様々な設備や部隊が編入されたり、指揮から外れたり、指揮を回復したりしてきた。バージニア州のヴィントヒルファームズ駅 (1997年に廃止、1999年に取り壊し)やアーリントンホール、ワシントンD.C.のウォルター・リード陸軍医療センター (2011年8月27日廃止)も、かつてアメリカ陸軍ワシントン軍管区の指揮下にあった。バージニア州フォート・ベルボア近くのキャメロン基地 (1995年廃止)とデイヴィソン陸軍飛行場は、1950年に指揮下に入った。
1980年、アメリカ陸軍ワシントン軍管区はアーリントン国立墓地の管理と日常業務を移管され、陸軍司令部が実施してきた儀式の支援も移管された。
1987年、アメリカ陸軍ワシントン軍管区が行ってきたペンタゴンに対する業務支援は、所掌事務から外された。1988年に、フォート・ベルボアがアメリカ陸軍ワシントン軍管区の主要なサブコマンドとなった。
1992年、アメリカ陸軍ワシントン軍管区デイヴィソン航空司令部が作戦支援空輸司令部に改編され、アメリカ全土における固定翼機による陸軍航空支援を統括した。更に、首都圏において陸軍幹部と高位の公務員に対するヘリコプター支援を行うこととなった。
1993年4月、アメリカ陸軍ワシントン軍管区は、司令部組織を改編し、フォート・マイヤー軍事コミュニティー内に、フォート・マイヤー、フォート・レスリー・J・マクネア、キャメロン基地を支援する駐屯地スタッフの役職を設置した。10月1日に、メリーランド州のフォート・ミードとフォート・リッチー、バージニア州のフォート・A.P.ヒルが、アメリカ陸軍ワシントン軍管区の指揮下に入った。これによりアメリカ陸軍ワシントン軍管区の管轄区域が、4施設の合計9,802エーカー (39.6キロ平方メートル) から8施設の合計91,889エーカー (371.86キロ平方メートル) に大きく増加したため、司令部要員が2倍以上になった。またアメリカ陸軍ワシントン軍管区の施設に勤務する軍人と文官の人数も16,166人から61,531人に増加した。
キャメロン基地が、1995年9月30日に正式に廃止され、ほとんどの部隊がフォート・ベルボアかフォート・マイヤーに移管された。
ニューヨーク州フォート・ハミルトンは、1997年10月6日にアメリカ陸軍司令部から、アメリカ陸軍ワシントン軍管区に移管され、現在においてアメリカ陸軍ワシントン軍管区が管理する施設のうち最新のものとなった。フォート・ハミルトンは、1825年に開設されているため、2022年時点で197年が経過している。
2010年6月10日、アメリカ合衆国陸軍長官のジョン・M・マクヒューは、アーリントン国立墓地の管理と日常業務をアメリカ陸軍ワシントン軍管区から外した。しかし、依然としてアメリカ陸軍ワシントン軍管区は、アーリントン国立墓地における軍葬の儀式支援と無名戦士の墓の警護任務を担当している。

## 儀式の義務
1942年にアメリカ陸軍ワシントン軍管区として改編されて以来、特別なイベントや式典の保護と実施を担ってきた。これらのイベントや式典には、1945年1月20日に行われたフランクリン・ルーズベルト大統領の4期目の大統領就任式も含まれている。また、アメリカ陸軍ワシントン軍管区は、ワシントンD.C.内での国葬が許可された全ての人の国葬も担当している。元大統領や上院議員、下院議員、その他の高官が、その対象となる。なお、アメリカ陸軍ワシントン軍管区は、遺族の助言と同意の下、ワシントンD.C.以外の場所で実施される国葬の計画や実行も担当する。この例として、1994年4月に脳卒中で亡くなったリチャード・ニクソン大統領の生家で実施された国葬がある。

## 組織
現在、アメリカ陸軍ワシントン軍管区が指揮する部隊は、以下のとおりである。
- アメリカ陸軍軍楽隊「パーシングの子供たち」（Pershing's Own）
- アメリカ陸軍野戦軍楽隊
- 第3歩兵連隊「オールド・ガード」（The Old Guard）
  - 連隊司令部及び司令部中隊
    - ケーソン小隊
    - 大統領警備隊
    - コンチネンタルカラーガード
    - オールドガード鼓笛隊
    - 大統領礼砲中隊
    - 無名戦士の墓警備隊
    - アメリカ陸軍儀仗隊

  - 第1大隊 (歩兵)
    - 大隊司令部及び司令部中隊
    - B中隊
    - C中隊
    - D中隊
    - H中隊
    - 第1大隊牧師グループ

  - 第4大隊 (儀式)
    - 大隊司令部及び司令部中隊
    - 第529連隊支援中隊
    - 名誉警備中隊
    - 第289憲兵中隊
    - 連隊鼓笛隊
- アメリカ陸軍輸送局
- 陸軍航空旅団
  - アメリカ陸軍優先航空輸送(ジェット)分遣隊
  - 第12航空大隊
  - 陸軍航空旅団飛行場業務隊

なお、第3歩兵連隊には、この他に戦闘部隊として第2大隊が編制されているが、第2歩兵師団第1ストライカー旅団戦闘団の指揮下に置かれている。

## 部隊章

### ショルダースリーブ記章
- 象徴;アメリカ陸軍ワシントン軍管区が守るワシントンD.C.の象徴であるワシントン記念塔がショルダースリーブ記章にデザインされている。剣は、ワシントンD.C.を防衛していることを象徴している。また、青色は海軍と歩兵を、赤色は野戦砲兵と沿岸砲兵と工兵を、緑色と金色は憲兵を象徴している。

- 背景；このショルダースリーブ記章の名前は、1942年9月26日にワシントン軍管区で承認され、1971年7月21日にアメリカ陸軍ワシントン軍管区と改称された。

### 特徴的部隊記章
- 象徴;背景にある金色の星と青色、赤色、白色で構成される盾はワシントンD.C.にある連邦政府を象徴し、金枠上部のドーム型の部分は合衆国議会議事堂を示唆している。また、金色の星は、大統領や外国高官のための儀式、名誉勲章、無名戦士の墓を守るアメリカ陸軍ワシントン軍管区の責任を表している。オークの葉は、強さと勇気を象徴し、交差した剣は国の首都を守るというアメリカ陸軍ワシントン軍管区の使命を表している。

- モットー;アメリカ陸軍ワシントン軍管区のモットー「Haec Protegimus」は、"This We Guard" (我らがこれを守護する。)と訳されている。

- 背景；この特徴的部隊記章の名前は、1968年9月6日にワシントン軍管区本部として承認され、1968年10月28日に本部を削除する形で改称された。その後、1971年7月21日にアメリカ陸軍ワシントン軍管区と改称された。

## 司令官一覧
| No.  | 司令官                                  | 司令官                                                   | 期間           | 期間           | 期間     |
| No.  | 写真                                    | 氏名                                                     | 就任           | 退任           | 日数     |
| ---- | --------------------------------------- | -------------------------------------------------------- | -------------- | -------------- | -------- |
| -    | ジェイムズ・ワズワース                  | 准将 ジェイムズ・ワズワース                              | 1862年3月17日  | 1862年9月7日   | 174日    |
| -    | ハリー・ヒル・バンドホルツ              | 少将 ハリー・ヒル・バンドホルツ                          | 1921年         | 1923年         | 2年      |
| -    | ジョン・テイラー・ルイス                | 少将 ジョン・テイラー・ルイス (1894–1983)                | 1942年5月14日  | 1944年9月6日   | 2年115日 |
| -    | チャールズ・F・トンプソン               | 少将 チャールズ・F・トンプソン (1882–1954)               | 1944年9月6日   | 1945年7月14日  | 311日    |
| -    | ロバート・N・ヤング                     | 准将 ロバート・N・ヤング (1900–1964)                     | 1945年7月14日  | 1946年6月15日  | 336日    |
| -    | クロード・B・フェレンボー               | 准将 クロード・B・フェレンボー (1899–1975)               | 1946年6月15日  | 1947年11月6日  | 1年144日 |
| -    | ホバート・R・ゲイ                       | 少将 ホバート・R・ゲイ (1894–1983)                       | 1947年11月6日  | 1949年8月6日   | 1年273日 |
| 代行 | ジョン・T・コール                       | 大佐 ジョン・T・コール (1895–1975)                       | 1949年8月6日   | 1950年2月28日  | 173日    |
| -    | トーマス・W・ヘレン                     | 少将 トーマス・W・ヘレン (1895–1985)                     | 1950年3月1日   | 1952年3月8日   | 2年7日   |
| -    | エドウィン・K・ライト                   | 少将 エドウィン・K・ライト (1898–1983)                   | 1952年3月8日   | 1954年2月26日  | 1年355日 |
| -    | ジョン・H・ストークス・ジュニア         | 少将 ジョン・H・ストークス・ジュニア (1895–1968)         | 1954年4月15日  | 1956年2月5日   | 1年296日 |
| -    | ジョン・G・ヴァン・ホーテン             | 少将 ジョン・G・ヴァン・ホーテン (1904–1974)             | 1956年2月6日   | 1959年5月      | 3年84日  |
| -    | チャールズ・K・ゲイリー・ジュニア       | 少将 チャールズ・K・ゲイリー・ジュニア (1901–1966)       | 1959年5月      | 1961年5月      | 2年      |
| -    | ポール・A・ガバン                       | 少将 ポール・A・ガバン (1903–1979)                       | 1961年5月      | 1963年7月      | 2年61日  |
| -    | フィリップ・C・ウェーレ                 | 少将 フィリップ・C・ウェーレ (1906–1978)                 | 1963年8月      | 1965年8月      | 2年      |
| -    | カーティス・J・ヘリック                 | 少将 カーティス・J・ヘリック (1909–1971)                 | 1965年10月2日  | 1967月5月31日  | 1年241日 |
| -    | チャールズ・S・オマリー・ジュニア       | 少将 チャールズ・S・オマリー・ジュニア (1913–1993)       | 1967年6月1日   | 1969年9月1日   | 2年92日  |
| -    | ローランド・M・グレッサー               | 少将 ローランド・M・グレッサー (1915–2000)               | 1969年9月1日   | 1972年4月      | 2年213日 |
| -    | ジェームズ・B・アダムソン               | 少将 ジェームズ・B・アダムソン (1921–2003)               | 1972年5月1日   | 1973年11月12日 | 1年195日 |
| -    | フレデリック・E・デイヴィソン           | 少将 フレデリック・E・デイヴィソン (1917–1999)           | 1973年11月12日 | 1974年9月22日  | 314日間  |
| -    | ロナルド・J・フェアフィールド・ジュニア | 少将 ロナルド・J・フェアフィールド・ジュニア (1919–2014) | 1974年9月22日  | 1975年8月1日   | 313日間  |
| -    | ロバート・G・ヤークス                   | 少将 ロバート・G・ヤークス (1928–2021)                   | 1975年8月1日   | 1977年7月15日  | 1年348日 |
| -    | ケネス・E・ドーレマン                   | 少将 ケネス・E・ドーレマン (1926–2018)                   | 1977年8月1日   | 1979年         | 2年      |
| -    | ロバート・アーター                      | 少将 ロバート・アーター (1929-)                          | 1979年         | 1981年         | 2年      |
| -    | ジェリー・R・カリー                     | 少将 ジェリー・R・カリー (1932–2020)                     | 1981年         | 1983年         | 2年      |
| -    | ジョン・L・バランタイン3世              | 少将 ジョン・L・バランタイン3世 (1931-)                  | 1983年         | 1986年         | 3年      |
| -    | ドナルド・C・ヒルバート                 | 少将 ドナルド・C・ヒルバート (1933–2020)                 | 1986年         | 1990年         | 4年      |
| -    | ウィリアム・F・ストリーター             | 少将 ウィリアム・F・ストリーター (1937-)                 | 1990年         | 1993年5月20日  | 3年      |
| -    | フレッド・A・ゴーデン                   | 少将 フレッド・A・ゴーデン (1940-)                       | 1993年5月20日  | 1995年8月29日  | 2年101日 |
| -    | ロバート・F・フォーリー                 | 少将 ロバート・F・フォーリー (1941-)                     | 1995年8月29日  | 1998年8月13日  | 2年349日 |
| -    | ロバート・R・アイヴァニー               | 少将 ロバート・R・アイヴァニー (1947-)                   | 1998年8月13日  | 2000年7月28日  | 1年350日 |
| -    | ジェームズ・T・ジャクソン               | 少将 ジェームズ・T・ジャクソン                           | 2000年7月28日  | 2003年         | 3年      |
| -    | ガレン・B・ジャックマン                 | 少将 ガレン・B・ジャックマン (1951-)                     | 2003年         | 2005年7月21日  | 2年      |
| -    | ガイ・C・スワン3世                      | 少将 ガイ・C・スワン3世 (1954-)                          | 2005年7月21日  | 2007年6月5日   | 1年319日 |
| -    | リチャード・J・ロウ・ジュニア           | 少将 リチャード・J・ロウ・ジュニア                       | 2007年6月5日   | 2009年6月23日  | 2年18日  |
| -    | カール・R・ホルスト                     | 少将 カール・R・ホルスト                                 | 2009年6月23日  | 2011年6月3日   | 1年345日 |
| -    | マイケル・リニントン                    | 少将 マイケル・リニントン (1958-)                        | 2011年6月3日   | 2013年6月24日  | 2年21日  |
| -    | ジェフリー・S・ブキャナン               | 少将 ジェフリー・S・ブキャナン                           | 2013年6月24日  | 2015年6月9日   | 1年350日 |
| -    | ブラッドリー・ベッカー                  | 少将 ブラッドリー・ベッカー                              | 2015年6月9日   | 2017年4月28日  | 1年323日 |
| -    | マイケル・L・ハワード                   | 少将 マイケル・L・ハワード                               | 2017年4月28日  | 2019年6月4日   | 2年37日  |
| -    | オマール・ジョーンズ                    | 少将 オマール・ジョーンズ                                | 2019年6月4日   | 2021年6月8日   | 2年4日   |
| -    | アラン・ペピン                          | 少将 アラン・ペピン                                      | 2021年6月8日   | Incumbent      |          |